# Oberkurzheim
Oberkurzheim is een plaats en voormalige gemeente in de Oostenrijkse deelstaat Stiermarken.
Oberkurzheim telt 764 inwoners.

## Geschiedenis
Oberkurzheim maakte deel uit van het district Judenburg tot dit op 1 januari fuseerde met het district Knittelfeld tot het huidige district Murtal. Op diezelfde dag fuseerde Oberkurzheim met Pöls tot de gemeente Pöls-Oberkurzheim.